# 킹스 앤 퀸
《킹스 앤 퀸》(Rois Et Reine, Kings And Queen)은 프랑스에서 제작된 아르노 데스플레샹 감독의 2004년 드라마, 코미디 영화이다. 엠마뉴엘 드보스 등이 주연으로 출연하였고 파스칼 코체튜스 등이 제작에 참여하였다.

## 출연

### 주연
- 엠마뉴엘 드보스
- 마티유 아말릭
- 까뜨린느 드뇌브
- 모리스 가렐
- 나탈리 부테푸
- 쟝 폴 루시욜

### 조연
- 마가리 우끄
- 이폴리트 지라르도
- 노에미 르보브스키
- 엘사 월리아스톤
- 제프리 캐리

## 기타
- 의상: 나탈리 라울